# Tregnago
Tregnago ist eine italienische Gemeinde (comune) mit 5067 Einwohnern (Stand 31. Dezember 2023) in der Provinz Verona in Venetien. Die Gemeinde liegt etwa 15,5 Kilometer von Verona im Val d'Illasi und ist zugleich Teil der Comunità montana della Lessinia.

## Geschichte
Eine Burgruine der Scaliger kann heute noch besichtigt werden. In der Nähe verlief auch die antike Via Postumia.
In der Renaissance gelangte die Gemeinde an die Republik Venedig.

## Persönlichkeiten
- Abramo Bartolommeo Massalongo (1824–1860), Botaniker, Herpetologe und Mykologe
- Erica Alfridi (* 1968), Geherin
- Mauro Finetto (* 1985), Radrennfahrer
- Andrea Guardini (* 1989), Radrennfahrer

## Gemeindepartnerschaft
- Ollolai, Provinz Nuoro (Sardinien) seit 2002